# Trent Franks
Trent Franks, né le 19 juin 1957, est un homme politique américain, représentant républicain de l'Arizona à la Chambre des représentants des États-Unis entre 2003 et 2017.

## Biographie
En 1981, Trent Franks emménage dans l'Arizona. Alors qu'il est ingénieur dans une société d'achat de royalties de gaz et pétrole, il se présente à la Chambre des représentants de l'Arizona dans le 20e district, dans le centre de Phoenix. Il bat le démocrate sortant Glen Davis en faisant campagne contre l'avortement. Battu en 1986 par Bobby Raymond, il ne siège donc que pour un mandat de 1985 à 1987.
Il est nommé en 1987 à la tête du bureau du gouverneur de l'Arizona pour les enfants. Il dirige ensuite l'Arizona Family Research Institute, un groupe de la droite chrétienne.
En 1994, il est candidat à la Chambre des représentants des États-Unis mais perd la primaire républicaine. Il est à nouveau candidat en 2002 dans le 2e district de l'Arizona, qui s'étend de Glendale à la frontière nord-ouest de l'État. Le district est favorable aux républicains, mais les démocrates espèrent pouvoir conquérir le siège face aux positions conservatrices de Franks. Il est largement élu avec 59,9 % des voix face au démocrate Randy Camacho (36,6 %).
Entre 2004 et 2010, il est réélu tous les deux ans avec 58 à 65 % des suffrages.
À la suite d'un redécoupage des circonscriptions, il se représente en 2012 dans le 8e district, dans la banlieue de Phoenix. Il est réélu pour un mandat supplémentaire avec 63,3 % des voix. Sans candidat démocrate face à lui en 2014, il est réélu avec 75,8 % des suffrages face à Stephen Dolgos d'Americans Elect (en). Il est reconduit avec 37 points d'avance sur son plus proche adversaire en 2016.
Le 8 décembre 2017, il démissionne après avoir proposé avec insistance à deux collaboratrices de devenir mères porteuses pour son couple, leur offrant 5 millions de dollars et suggérant d'avoir des relations sexuelles au lieu d'avoir recours à une insémination artificielle. Une enquête de la commission d'éthique de la Chambre des représentants avait été lancée. Il avait d'abord annoncé qu'il quitterait son poste en janvier prochain mais renonce finalement plus tôt, officiellement pour s'occuper de sa femme, qui est hospitalisée.

## Positions politiques
Trent Franks est un républicain ultraconservateur. Il est principalement connu pour son opposition à l'avortement. Il introduit et fait passer à plusieurs reprises une loi interdisant l'avortement après 20 semaines de grossesses,. Il est critiqué en 2013 pour avoir dit que « la fréquence des viols induisant une grossesse est très faible ».
Lors des primaires présidentielles de 2016, il soutient le sénateur Ted Cruz. Lorsque Donald Trump remporte l'investiture, il incite les républicains à le soutenir.